# Traugott Wilhelm le Petit
Traugott Wilhelm le Petit (* 24. Juli 1748 in Eisleben; † 24. Februar 1800 ebenda) war ein deutscher Jurist.
Er war ein Sohn des Bergwerksrevisors und Kontrolleurs Heinrich Wilhelm le Petit, besuchte das Gymnasium in Eisleben und studierte seit 1765 die Rechtswissenschaften an der Universität Leipzig. Nach Beendigung seiner akademischen Laufbahn wurde er 1772 kursächsischer Hofadvokat und später Stadtschreiber in Eisleben.
Als Mann von gründlichen Kenntnissen in seinem Fach zeigte er sich in einigen kleinen Schriften und Abhandlungen:
- De origine, fatis et progressu curiarum provincialium, Leipzig 1769
- Epistola, in qua asseritur, latrocinium inter gentes figmentum esse, Leipzig 1770
- Dissertatio epistolica, qua continetur  historia jurium comitum Imperii S. R. G. sub regibus Francorum stirpis Merovingicae, Leipzig 1770
- De origine juris hereditarii comitum Imperii S. R. G. in comitatibus et inde pendente origine cognominum eorum, seu nominum gentilitiorum, Leipzig 1771

Anonym gab le Petit Gellerts Freundschaftliche Briefe heraus (Leipzig 1770).